# Fernand Crommelynck

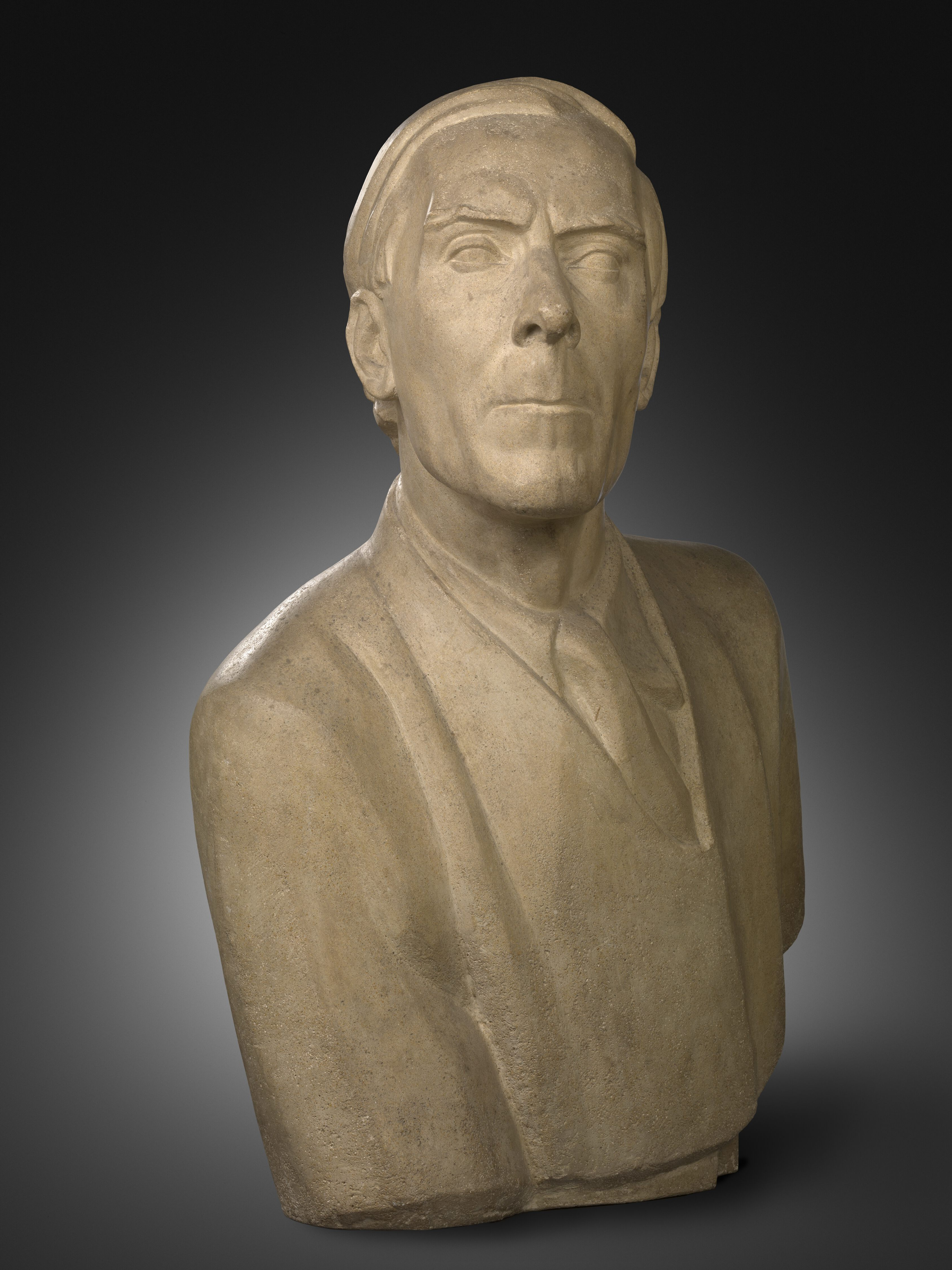
Buste van Fernand Crommelynck door Adolphe Wansart

Fernand Crommelynck (Parijs, 19 november 1886 – Saint-Germain-en-Laye, 17 maart 1970) was een Vlaamse, Franstalige dramaticus, acteur, regisseur en journalist. Zijn vader was Belg, zijn moeder Française.

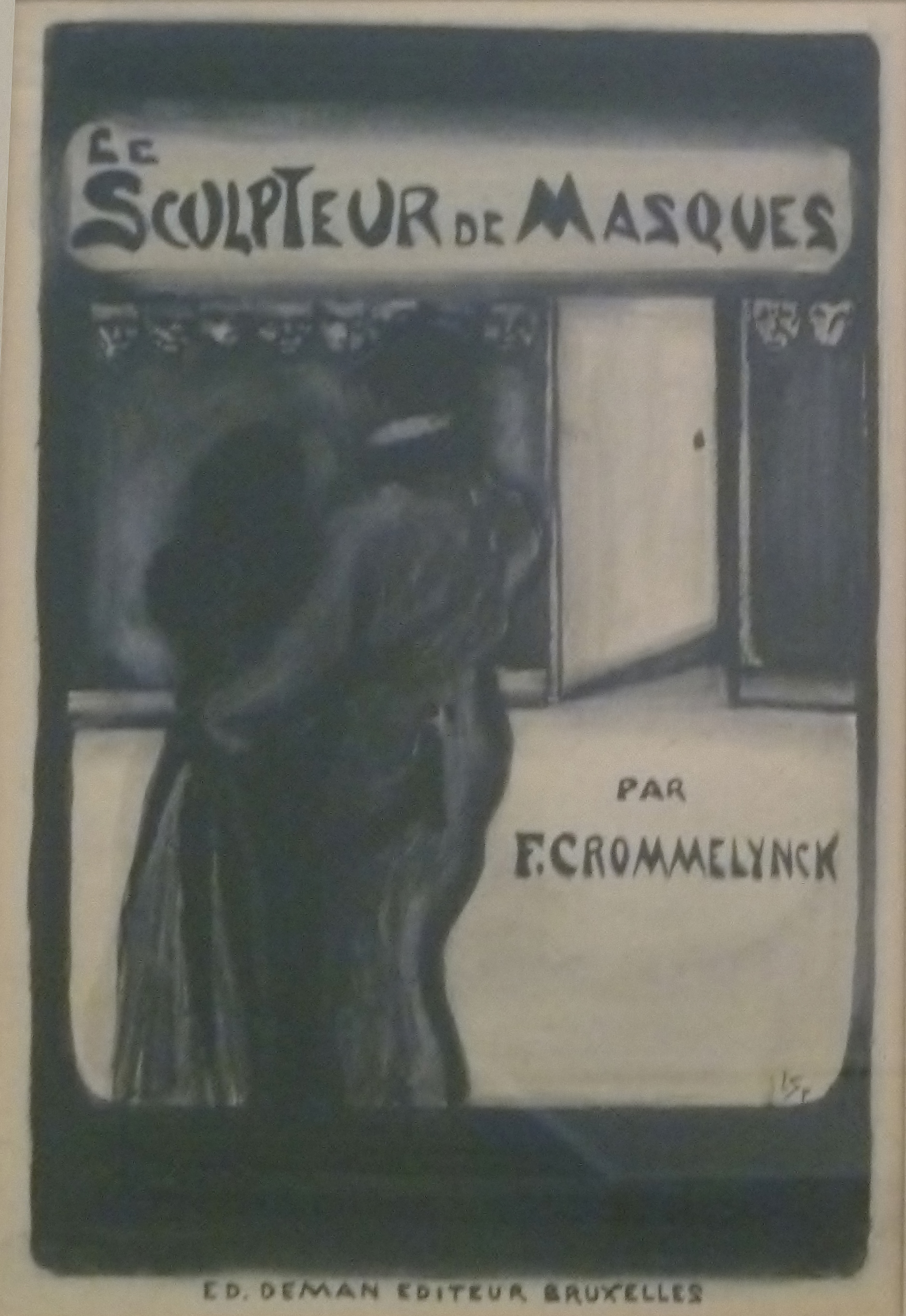
"Le Sculpteur de Masques" (1907) - ontwerp door Léon Spilliaert, afgewezen door de uitgever Deman

Als acteur speelde hij mee in belangrijke Belgische films van de Franse cineast Alfred Machin, zoals L'histoire de Minna Claessens (1912) en het pacifistische melodrama Maudite soit la guerre (1914). Nog tijdens zijn carrière als acteur debuteerde hij in 1906 als dramaticus in het theater van het Warandepark met het stuk Nous n'irons plus aux bois. Hij schreef voor zowel het Parijse als het Brusselse theater tal van stukken, die gekenmerkt werden door het Duitse expressionisme en de typisch Vlaamse retorische oprechtheid. Crommelynck was vooral bekend om zijn farcen, waarin de kleine kantjes der mensen uitvergroot worden tot monumentale obsessies. Hij won internationale erkenning met het stuk Le Cocu magnifique, een klucht in drie bedrijven. Het is een van de weinige Franstalige stukken uit deze periode die hun aantrekkingskracht bewaard hebben. Het toneelstuk, dat door Crommelynck eveneens een farce genoemd werd, tast uit-en-ter-na het terrein van de seksuele jaloezie af. Een ander toonaangevend stuk was zijn Tripes d'or, waarin hij (zoals wel vaker) de farce combineert met diepe ernst, dit keer voor zijn uitwerking van het thema van de hebzucht. Met zijn Le Chevalier de la lune, ou Sir John Falstaff sloeg de dramaticus een heel andere weg in. Falstaff is een komisch personage dat optreedt in vier stukken van Shakespeare. Op basis van de Engelse toneelschrijver en historische bronnen beoogt Crommelynck met dit kluchtspel in vijf bedrijven een reconstructie van de oorspronkelijke gedaante van het stuk.
Fernand Crommelynck was samen met Michel de Ghelderode de belangrijkste Franstalige Belgische exponent van het expressionisme uit het interbellum. Hun werk was zo meeslepend dat het Franstalige Belgische expressionisme door de zuiderburen soms tot hen gereduceerd werd.

## Oeuvre
- Le sculpteur de masques (1908)
- Le marchand de regrets (1913)
- Le Cocu magnifique (1921)
- Les amants puérils (1921)
- Carine ou la jeune fille folle de son âme (1929) (Prix Triennal d'Art dramatique, Belgische literaire prijs)
- Tripes d'or (1930)
- Une femme qu'a le cœur trop petit (1934)
- Chaud et froid (1936)
- Monsieur Larose est-il l'assassin? (1950) (politieroman)
- Le Chevalier de la lune, ou Sir John Falstaff (1954)

## Filmscenarist
- 1943 : Je suis avec toi (Henri Decoin)

## Filmacteur
- 1912 : L'Histoire de Minna Claessens (Alfred Machin)
- 1912 : L'Agent Rigolo et son chien policier (Alfred Machin)
- 1913 : La Pie noire (Alfred Machin)
- 1914 : Maudite soit la guerre (Alfred Machin)
- 1932 : Le Cadavre nº 5 (Gaston Schoukens)